# Robert Heinlein

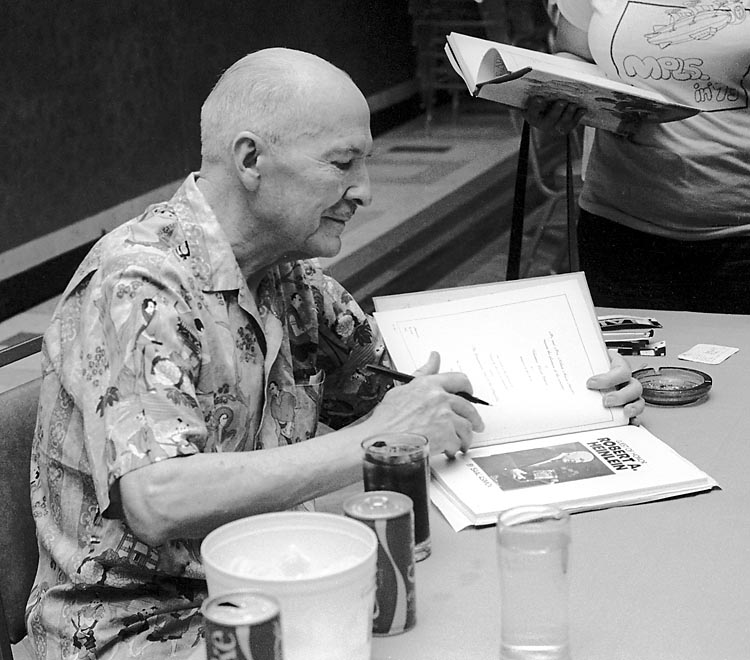
Robert A. Heinlein signeert een boek tijdens de Worldcon van 1976 in Kansas City (Missouri) waar hij 'Guest of Honor' (eregast) was

Robert Anson Heinlein (Butler (Missouri), 7 juli 1907 – Carmel-by-the-Sea (Californië), 8 mei 1988) was een van de invloedrijkste Amerikaanse sciencefictionschrijvers. Samen met Isaac Asimov en Arthur Clarke behoorde hij tot de 'grote drie' van de sciencefiction uit de 20e eeuw.

## Biografie
Heinlein groeide op in Kansas City (Missouri), waar hij de invloed onderging van de zogenaamde Bible Belt, de strenggelovige protestantse zuidelijke streek van de VS. Later zette hij zich sterk af tegen de sociale conventies die hier heersten en werd een voorstander van religieuze en seksuele vrijheid. Zijn grote liefde was, naast het schrijven en lezen van sciencefiction, de marine.

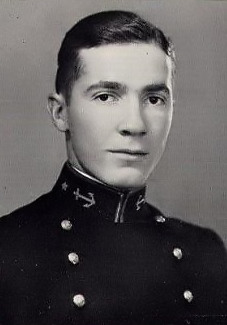
Een jonge Heinlein in 1929 als marineofficier

Hij voltooide de officiersopleiding aan de militaire academie en ging in de jaren twintig dienen als marineofficier op verschillende schepen in de Stille Oceaan o.a. het eerste vliegdekschip van de U.S. Navy. Helaas ontwikkelde zich in zijn longen tuberculose en ook bleek Heinlein vrij gevoelig te zijn voor zeeziekte; in 1934 was hij dan ook gedwongen de actieve dienst te verlaten waarbij hij het tot luitenant had gebracht. Hij bleef ook na zijn afzwaaien een groot voorstander van militaire normen en waarden als leiderschap en loyaliteit.
In 1929 trouwde Heinlein met zijn eerste vrouw maar scheidde al na een jaar. Daarna trouwde hij een tweede keer en scheidde in 1947. In 1948 trouwde hij zijn laatste vrouw Virginia "Ginny", met wie hij tot zijn dood gehuwd bleef. Haar sterke karakter was vaak een model voor de vele heldinnen in Heinleins verhalen.

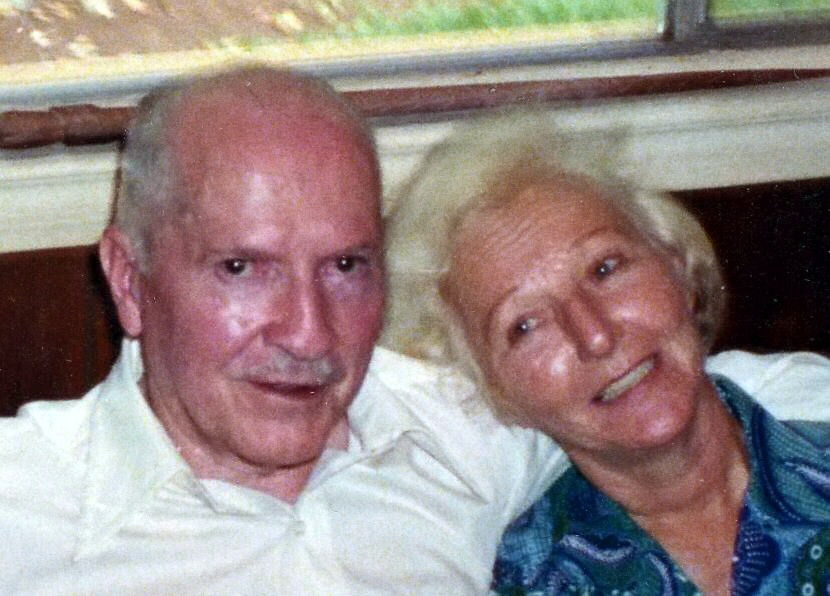
Heinlein en Ginny in 1980

Na zijn ontslagname uit de marine hield hij zich met verschillende kortstondige baantjes bezig zoals met onroerend goed, mijnbouw en ook in de politiek had hij interesse. Een paar keer stelde Heinlein zich verkiesbaar voor openbare functies. In 1939 publiceerde hij zijn eerste verhaal dat meteen populair werd. Heinlein werd al snel erkend als een goede en vernieuwende SF-schrijver en sindsdien kon hij van zijn verhalen leven. Na 1970 begon Heinlein ernstig te kwakkelen met zijn gezondheid en verschillende keren bracht hij het er maar net levend af, o.a. bij een acute buikvliesontsteking. Ook met zijn longen en hart kreeg hij steeds meer problemen. Tussen vaak jaren vergende herstelperiodes wist Heinlein toch nog vele verhalen te schrijven, maar ten slotte overleed hij in 1988. Postuum werden er nog enige verhalen gepubliceerd door zijn weduwe waaronder ook een postume autobiografie: Grumbles from the Grave (nl: 'gemopper vanuit het graf') (1989).

## Thema's in Heinleins boeken
In zijn boeken kwam zijn heimwee naar en respect voor het militaire leven, de sterke leiderspersoon en loyaliteit aan 'de goede zaak' steeds naar voren. Ook de 'oud-Amerikaanse' waarden van de "frontier" en het "wilde westen" en het personage van de onafhankelijke "self-made" man die de staat niet nodig heeft en zelfs wantrouwt, komt in bijna al Heinleins verhalen voor. Zijn helden (en ook heldinnen) zijn meestal machoachtige figuren van het type John Wayne die, ondanks tegenstand van slinkse boeven of ondoorgrondelijke (overheids)bureaucratieën, de situatie redden of anders heldhaftig strijdend ten onder gaan. In 1959 publiceerde Heinlein Starshiptroopers waarin een militaristische maatschappij beschreven wordt waarin alleen veteranen kiesrecht hebben. Sommigen beschuldigden Heinlein naar aanleiding van dit verhaal (en ook omdat Heinlein in dezelfde tijd stelling nam tegen de kritiek van 'linkse' tegenstanders van president Eisenhower op de toen geregeld gehouden atoombom proeven) zelfs van fascistische sympathieën, hoewel dat wat overdreven lijkt. In ieder geval had Heinlein de vrijheid van het individu en diens eigen verantwoordelijkheid hoog in het vaandel staan en moest hij niets hebben van verplichte sociale verzekeringen, opgelegd door de regering, en wetgeving, belastingverhogingen en andere vergaande overheidsbemoeienis met de burgers die daarmee samengaat. De personages in zijn verhalen dragen deze visie geregeld uit. Zelf beschouwde hij zich daarom als een "libertariër met een hardnekkig conservatieve moraal", zoals hij eens tegen zijn vriend en collega-sf-schrijver Alfred Bester zei.
Heinlein opperde hiernaast het filosofische idee van het 'pantheïstisch solipsisme', ofwel de 'wereld als mythe'. Dit idee combineert het idee van een waarheid-in-alles met het idee dat de werkelijkheid samenvalt met onze ideeën hierover. Dit betekent, althans in Heinleins optiek, dat het door een schrijver bedachte geheel van mythen, gebeurtenissen en fictieve karakters in een verhaal, ergens in de werkelijkheid van het overkoepelende multiversum een werkelijk bestaand parallel universum vormt. Dit parallelle universum kan corresponderen met zowel andere parallelle universa als onze eigen werkelijkheid. Met andere woorden: iedere innerlijk consistent beschreven of verzonnen universum in een verhaal, dus zonder tegenstrijdigheden, moet in een oneindig universum per definitie ergens werkelijk bestaan. Zelfs een innerlijk consistent beschreven sprookjeswereld zoals het land van Oz van Frank Baum of Midden-Aarde van Tolkien moeten ergens echt bestaan. In Heinleins laatste verhalen zoals The number of the beast en To sail beyond the sunset werkt hij dit verder uit en daarin ontmoeten veel Heinlein personages elkaar zelfs op een soort 'interdimensionale conferentie' van echte en fictieve helden. Tegenwoordig wordt in de moderne kosmologie en kwantummechanica, althans volgens de theorie van het multiversum waarin 'ons' universum er slechts eentje is in een oneindige reeks andere universa, inderdaad rekening gehouden met het werkelijk bestaan van parallelle universa waar wellicht andere versies van de geschiedenis verwerkelijkt zijn of andere natuurwetten geldig zijn. Zo kunnen er werelden zijn waar bijvoorbeeld het Duitse keizerrijk nog altijd bestaat of waar het Britse Rijk nog de dominante wereldmacht is of, door iets andere natuurwetten, werelden waar magie wel werkt, zoals in sommige verhalen van Heinlein.

## Invloed van Heinlein
Zijn boek Vreemdeling in een vreemd land behoort tot de invloedrijkste en meest controversiële sciencefictionboeken ooit geschreven. De premisse is dat de bewoners van Mars een heel oude beschaving hebben, als gevolg waarvan deze Mars-bewoners een scala aan vaardigheden hebben die op aardbewoners als bovennatuurlijk overkomen. De eerste expeditie naar Mars was mislukt, maar had een pasgeboren baby achtergelaten die door de Mars-bewoners is opgevoed. Als gevolg daarvan heeft deze diezelfde vaardigheden geleerd. Bij terugkomst naar de aarde, als jongvolwassene, na de nodige aanpassingsmoeilijkheden, sticht deze een 'kerk' waar hij de taal van de Mars-bewoners onderwijst, met als gevolg dat zijn leerlingen ook die bovennatuurlijke vaardigheden leren. De reactie van andere kerken is niet positief. Het boek is onder andere een messiasverhaal. Kennelijk verwierf het boek destijds onder de Amerikaanse jeugd een undergroundstatus. In hoeverre het boek bijdroeg aan de hippiecultuur in het algemeen is onderwerp van discussie. De zanger Billy Joel noemt het boek in zijn song 'we didn't start the fire', die ook als een protestsong gezien kan worden.
Een ander boek van Heinlein, Starship Troopers is eveneens invloedrijk te noemen. Het boek stelt individuele moed en burgerzin centraal en introduceert een maatschappij waarin alleen mensen die vrijwillig hebben meegedaan aan een periode van maatschappelijke dienstplicht stemrecht hebben. Dit tegen de achtergrond van een conflict van de mensheid gebaseerd op vrijheid tegen aliens die op een communistische manier georganiseerd zijn. De gelijknamige film van Paul Verhoeven heeft niets te maken met het boek behalve de titel en de namen van de hoofdfiguren.
Een ander opmerkelijk boek is Job: A Comedy of Justice (1984) waarin Heinlein het fundamentalistisch christendom van de Amerikaanse zogenaamde Bible Belt op de hak neemt.
Over het algemeen kan van Heinlein gezegd worden dat zijn oeuvre doorspekt is met maatschappijkritische thema's.
Diverse van Heinleins boeken zijn ook in het Nederlands vertaald.

### Enkele boeken in het Nederlands
- Ruimteschip Galileo / Rocketship Galileo (1947) Born Nova 10, 1978, ISBN 90-283-0565-3
- Zesde colonne / Sixth Column (The Day After Tomorrow) (1949) Bruna, Zwarte Beertjes 1389, 1970, ISBN 90-229-1389-9
- De rode planeet / Red planet, a colonial boy on Mars (1949) Born Nova 3, 1977, ISBN 90-283-0548-3
- De man die de Maan verkocht / The Man Who Sold the Moon (1950) Servire, Zilvermeeuw 45, 1953
- De marionetten zijn onder ons / The Puppet Masters (1951) Bruna, Bruna SF 22, 1973, ISBN 90-229-9022-2
- Tussen de planeten / Between Planets (1951) Born Nova 1, 1977, ISBN 90-283-0546-7
- Het sterrebeest / The Star Beast (1954) Born Nova 12, 1978, ISBN 90-283-0571-8
- Dubbelster / Doublestar 1956 (Hugo Award 1956) Bruna, Zwarte Beertjes 1388, 1970, ISBN 90-229-1388-0, Bruna, SF 75, 1977, ISBN 90-229-9075-3
- Tijd voor de sterren / Time for the Stars (1956) Born Nova 7, 1978, ISBN 90-283-0554-8
- Zwerftocht tussen de sterren / Citizen of the Galaxy (1957) Meulenhoff, M=SF 59, 1973, ISBN 90-290-0366-9
- Dan maar de kou in / The Door into Summer (1957) Bruna, SF 64, 1977, ISBN 90-229-9064-8
- Het curieuze beroep van Jonathan Hoag / The Unpleasant Profession of Jonathan Hoag (1959), Bruna, Zwarte Beertjes 1294, 1969
- Troepen voor de sterren / Starship Troopers (1959) Meulenhoff, M=SF 304, 1996, ISBN 90-290-5320-8
- Vreemdeling in een vreemd land / Stranger in a Strange Land (1961) Bruna, SF 21, 1973, ISBN 90-229-9021-4
- Verdwaald tussen sterren / Orphans of the Sky (1963) Meulenhoff, M=SF 1, 1967
- Het pad van roem / Glory Road (1963) Meulenhoff, M=SF 35, 1970, ISBN 90-290-3914-0
- De maan in opstand / The Moon Is a Harsh Mistress (1966) (Hugo Award 1967) Meulenhoff, M=SF 47, 1971, ISBN 90-290-0263-8
- Het getal van het beest / The Number of the Beast (1980) Elmar, SF 20, 1981, ISBN 90-6120-250-7
- Vrijdag / Friday (1982) Elmar, SF 26, 1983, ISBN 90-6120-357-0

### Vroege boeken van Heinlein
- For Us, The Living: A Comedy of Customs (1939)
- Methuselah's Children (1941)
- Beyond This Horizon (1942)
- Sixth Column aka The Day After Tomorrow (1949)
- The Puppet Masters (1951, verfilmd onder dezelfde titel)
- Double Star (1956) (Hugo Award, 1956)
- The Door into Summer (1957)

### Boeken voor een jeugdig publiek
Uitgegeven door Scribner:
- Rocket Ship Galileo (1947)
- Space Cadet (1948)
- Red Planet (1949)
- Farmer in the Sky (1950) (Retro Hugo Award, 1951)
- Between Planets (1951)
- The Rolling Stones (1952)
- Starman Jones (1953)
- The Star Beast (1954)
- Tunnel in the Sky (1955)
- Time for the Stars (1956)
- Citizen of the Galaxy (1957)
- Have Space Suit—Will Travel (1958)

Door sommigen worden ook Starship Troopers (1959) en Podkayne of Mars (1963) hiertoe gerekend, maar deze werden niet door Scribner uitgegeven (Starship Troopers werd zelfs door hen geweigerd, waarna het aangepast werd voor een meer volwassen markt).

### Middenperiode
- Starship Troopers (1959) (Hugo Award, 1960)
- Stranger in a Strange Land (1961) (Hugo Award, 1962)
- Glory Road (1963)
- Farnham's Freehold (1965)
- I Will Fear No Evil (1970)
- Time Enough For Love (1973)

Deze boeken zijn nadrukkelijker ideologisch en ook vaak satirisch. Te beginnen met Stranger in a Strange Land werden fantasy-elementen toegevoegd, zodat het werk van Heinlein geen pure sciencefiction meer was.
Na 1973 volgde een periode dat Heinlein niet schreef wegens gezondheidsproblemen.

### Late boeken van Heinlein
- The Number of the Beast (1980)
- Friday (1982)
- Job: A Comedy of Justice (1984)
- The Cat Who Walks Through Walls (1985)
- To Sail Beyond the Sunset (1987) laatste sf-boek van Heinlein gepubliceerd kort voor zijn overlijden in 1988

### "Future History" (korte verhalen)
- Life-Line (1939)
- Misfit (1939), opgenomen in Democraten 2100
- The Roads Must Roll (1940)
- Requiem (1940)
- If This Goes On... (1940), opgenomen in Democraten 2100
- Coventry (1940), opgenomen in Democraten 2100
- Blowups Happen (1940), hiervan is ook een latere versie met verwijzingen naar Nagasaki en Hiroshima) (nl: 't Kan exploderen)
- Universe (1941)
- Methuselah's Children (1941)
- Logic of Empire (1941) (nl: Slavernij op Venus)
- Space Jockey (1947) (nl: Ruimtejockey)
- It's Great to Be Back! (1947) (nl: Heerlijk weer terug te zijn!)
- The Green Hills of Earth (1947)
- Ordeal in Space (1948)
- The Long Watch (1948) (nl: De lange wacht)
- Gentlemen, Be Seated (1948)
- The Black Pits of Luna (1948) (nl: De donkere holen van Luna)
- Delilah and the Space Rigger (1949)
- The Man Who Sold the Moon (Retro Hugo Award, 1951)

### Korte verhalen
- Waldo (1940)
- They (1941)
- "—And He Built a Crooked House—" (1941)
- By His Bootstraps (1941) (nl: De tijdpoort)
- We Also Walk Dogs (1941)
- Lost Legacy (1941)
- Elsewhen (1941)
- The Unpleasant Profession of Jonathan Hoag (1942)
- Magic, Inc. (1942)
- Jerry Was a Man (1947)
- Our Fair City (1948)
- Gulf (1949)
- The Menace From Earth (1957)
- The Man Who Traveled in Elephants (1957)
- "—All You Zombies—" (1959)
- Searchlight (1962)

### Boeken met korte verhalen
- The Man Who Sold the Moon (1950)
- Waldo & Magic, Inc. (1950)
- The Green Hills of Earth (1951)
- Assignment in Eternity (1953)
- Revolt in 2100 (1953)
- The Robert Heinlein Omnibus (1958)
- The Menace from Earth (1959)
- The Unpleasant Profession of Jonathan Hoag (1959)
- Orphans of the Sky (1963)
- Three by Heinlein (1965)
- A Robert Heinlein Omnibus (1966)
- The Past Through Tomorrow (1967)
- The Best of Robert A. Heinlein (1973)
- Expanded Universe (1980)
- A Heinlein Trio (1980)
- The Fantasies of Robert A. Heinlein (1999)

### Non-fictie
- Grumbles from the Grave (1989)
- Take Back Your Government: A Practical Handbook for the Private Citizen (1992)
- Tramp Royale (1992)

## Belangrijkste prijzen
Hugo Award
- Double Star (1956) – novel
- Starship Troopers (1960) – novel
- Stranger in a Strange Land (1962) – novel
- The Moon Is a Harsh Mistress (1967) – novel
- Farmer in the Sky (2001) – novel (Retro Hugo)
- The Man Who Sold the Moon (2001) – novella (Retro Hugo)

Nebula Grand Master Award (1975)
Locus Award
- Job: A Comedy of Justice (1985) – fantasy novel
- Grumbles from the Grave (1990) – nonfiction